# Chloe Bridges
Chloe Bridges (* 27. prosince 1991 Houma, Louisiana) je americká herečka. Nejvíce se proslavila rolí Zoey v sitcomu Freddie (2005–2006) a jako Dana Turner v televizním filmu Camp Rock 2: Velký koncert. Objevila se také ve filmech Forget Me Not (2009), Rodinný víkend (2013), Mantervention (2014), Poslední nás zachrání (2015) a Nightlight (2015). Zahrála si také Donnu LaDonnu v seriálu The Carrie Diaries (2013–2014), Sydney v seriálu Prolhané krásky (2014–2017) a Kibby v Daytime Divas (2017).

## Kariéra
V roce 2005 získala hlavní roli Zoey Moreno v seriálu Freddie po boku Freddieho Prinze Jr. a Briana Austina Greena. Seriál byl po první série zrušen. Roli si zopakovala v jedné epizodě seriálu George Lopez v roce 2006. V roce 2010 získala roli Dany Turner v televizním filmu Camp Rock 2: Velký koncert. Původně zkoušela získat roli Mitchie Torres, kterou získala Demi Lovato. V roce 2009 si zahrála ve filmech Pravá Blondýnka 3 a Forget Me Not.
V březnu 2012 byla obsazena do role Donny LaDonny v seriálu stanice The CW The Carrie Diaries, prequelu seriálu Sex ve městě. V dubnu 2014 získala vedlejší roli Sydney Driscoll v páté sérii seriálu stanice ABC Family Prolhané krásky. Vedlejší roli Pauly si zahrála v hororové komedii Poslední nás zachrání. Jako Nia se objevila v thrillerovém filmu Nightlight. V srpnu 2016 byl obsazena do role Kibby v seriálu stanice VH1 Daytime Divas, který se začal vysílat v roce 2017.

## Filmografie

### Film
| Rok  | Název                    | Role           | Poznámky |
| ---- | ------------------------ | -------------- | -------- |
| 2008 | Přesný zásah             | Tammy Anderson |          |
| 2009 | Pravá Blondýnka 3        | Ashley Meadows |          |
| 2009 | Forget Me Not            | Layla          |          |
| 2013 | Rodinný víkend           | Kat            |          |
| 2014 | Mantervention            | Katie          |          |
| 2015 | Nightlight               | Nia            |          |
| 2015 | Poslední nás zachrání    | Paula          |          |
| 2016 | Mike i Dave sháněj holku | Chloe          |          |
| 2018 | Little Bitches           | Brooke         |          |
| 2018 | Game Over, Man!          | Diana          |          |
| 2018 | Airplane Mode            | Samu sebe      |          |
| 2020 | Skate God                | Azura          |          |
| 2020 | Browse                   | Veronica       |          |

### Televize
| Rok       | Název                              | Role            | Poznámky                              |
| --------- | ---------------------------------- | --------------- | ------------------------------------- |
| 2005–2006 | Freddie                            | Zoey Moreno     | Hlavní role, 21 dílů                  |
| 2006      | George Lopez                       | Zoey Moreno     | díl: „George Gets Cross Over Freddie“ |
| 2008      | Out of Jimmy's Head                | Undine          | díl: „Bad Fad“                        |
| 2010      | Camp Rock 2: Velký koncert         | Dana Turner     | TV film                               |
| 2011      | Worst. Prom. Ever.                 | Neve Spernak    | TV film                               |
| 2011      | 90210: Nová generace               | Alexis          | 3 díly                                |
| 2011      | Zajatci předměstí                  | Misty           | díl: „Hollywood“                      |
| 2012      | Nová holka                         | Chloe           | díl: „Děti“                           |
| 2013      | Social Nightmare                   | Emily Hargroves | TV film                               |
| 2013–2014 | The Carrie Diaries                 | Donna LaDonna   | Hlavní role, 22 dílů                  |
| 2014–2017 | Prolhané krásky                    | Sydney Driscoll | Vedlejší role, 10 dílů                |
| 2015      | Rizzoli & Isles: Vraždy na pitevně | Tory Garrett    | díl: „Nice to Meet You, Dr. Isles“    |
| 2015–2016 | Předstírání                        | Zita Cruz       | 5 dílů                                |
| 2016      | The Grinder                        | Calista         | díl: „For the People“                 |
| 2017      | Daytime Divas                      | Kibby Ainsley   | hlavní role, 10 dílů                  |
| 2018–2019 | Nenasytná                          | Roxy            | 5 dílů                                |
| 2019      | Charmed                            | Tessa           | 5 dílů                                |
| 2019      | Zelenáč                            | Stephanie Davis | díl: „Clean Out“                      |
| 2020      | Schooled                           | Paloma          | 2 díly                                |
| 2021      | Love, for Real                     | Hayley          | TV film                               |
| 2022      | Ve jménu našeho Pána               | Meagan          | 2 díly                                |
| 2022      | Maggie                             | Jessie          | 13 dílů                               |

### Hudební videa
| Rok  | Název                | Umělec                     |
| ---- | -------------------- | -------------------------- |
| 2009 | „Remember Decemeber“ | Demi Lovato                |
| 2010 | „It's On“            | Camp Rock 2: Velký koncert |
| 2017 | „My Name Is Human“   | Highly Suspect             |

### Videohry
| Rok  | Název            | Role                        |
| ---- | ---------------- | --------------------------- |
| 2006 | Zoufalé manželky | Danielle Van De Kamp (hlas) |